# Lexique des règles typographiques en usage à l'Imprimerie nationale
Le Lexique des règles typographiques en usage à l'Imprimerie nationale, abrégé ci-dessous en « Lexique », est un code typographique en France, publié par l'Imprimerie nationale depuis 1971.

## Description

### Contenu
L'ouvrage est purement pratique et ne développe aucune théorie de la typographie. Le lexique des diverses règles est complété d'un index en fin d'ouvrage qui relie environ trois-cents notions de typographie aux items du lexique où elles sont traitées.

### Éditions
Le Lexique est édité par l'Imprimerie nationale de France depuis 1971. Cette première version est due au Bureau de préparation de copie de cette institution.
Il a connu au total[Information douteuse] cinq éditions :
- 1re édition, 1971 (BNF 35397104) ;
- 2e édition, 1975 ;
- 3e édition, 1990 (BNF 35261965)  (ISBN 2-11-081075-0) ;
- 4e édition[réf. souhaitée] ;
- 5e édition, 2002 (BNF 38887921)  (ISBN 978-2-7433-0482-9).

## Réception critique
Selon une enquête de 1986, 32 % des sondés privilégiaient le Lexique, contre 35 % le Mémento typographique de Charles Gouriou et 64 % le Code typographique.
De fait, selon Jacques André (1990), le Lexique fait partie des quatre ouvrages de référence en français avec le Code typographique, le Guide du typographe et Le Ramat de la typographie ; il précise : « Ces divers ouvrages sont, au niveau du détail, souvent incohérents, voire contradictoires. »
Jean-Pierre Lacroux a systématiquement rendu compte des choix effectués par un ensemble d'ouvrages, dont le Lexique,.
Une page du site Le Monde.fr datée de 2000 mentionne le Lexique, parmi une cinquantaine d'ouvrages, dans une liste « Où trouver des ouvrages de référence…? ».
Marie-Éva de Villers affirme qu'en matière de typographie, elle se réfère principalement au Code typographique, au Lexique et au Ramat de la typographie.
Selon Louis Guéry (2010), il est très développé sur certains sujets comme la composition des mathématiques et de la chimie mais est loin de répondre à toutes les questions.

## Usage
De multiples revues scientifiques publiées en français se conforment (pour tout ou partie) aux recommandations du Lexique, telles qu'Aitia, le Bulletin de la Société préhistorique française, Ebisu, Éducation et Didactique, Interférences, Methodos, Paléo, la Revue d'études comparatives Est-Ouest, la Revue Flaubert, la Revue de Qumrân, Techniques et Culture, Temporalités, ou Semitica. Plusieurs presses universitaires font de même.